# Sicyos anunu
Sicyos anunu är en gurkväxtart som först beskrevs av St. John, och fick sitt nu gällande namn av I.R.H. Telford. Sicyos anunu ingår i släktet hårgurkor, och familjen gurkväxter. Inga underarter finns listade i Catalogue of Life.